# Elizabeth Hartman
Mary Elizabeth Hartman (Youngstown, Ohio, 1943. december 23. – Pittsburgh, Pennsylvania, 1987. június 10.) Golden Globe-díjas amerikai színésznő. 
Rövid karrierje alatt sikeres volt színészként, míg betegsége meg nem akadályozta a munkájában. Leghíresebb szerepei a Fekete-fehér és a Te már nagy kisfiú vagy című produkciókban láthatók.

## Élete és pályafutása
Mary Elizabeth Hartman néven született az ohiói Youngstown városában 1943-ban. Szülei Claire és B.C. Hartman, két testvére volt Janet és William. Hartman 1961-ben végzett a Boardman High Schoolon, ahol kiemelkedő tehetségnek számított a drámaórákon: az iskolában díjat nyert legjobb női főszereplőként az Üvegfigurák című színdarabban. Fiatalon többször színpadra lépett a Youngstown Playhouse-ban, mint a Clearing in the Woods és A mi kis városunk című művekben. Hartman Pittsburghban járt egyetemre a Carnegie Mellonba, ahol későbbi férjével, Gill Dennisszel is megismerkedett. Játszott a Cleveland Playhouse-ban is a The Madwoman of Chaillot és a Buszmegálló szereplőjeként is. Hartmant buzdították arra, hogy próbáljon szerencsét New Yorkban, 1964-ben pedig több meghallgatás után megkapta első szerepét egy színdarabban (Everybody Out, the Castle is Sinking), ami nem aratott sikert, de filmproducerek figyelmét felkeltette vele.
A Metro-Goldwyn-Mayer hívta be meghallgatásra, és még abban az évben szerepet kapott a Fekete-fehér című filmben Sidney Poitier és Shelley Winters mellett. Hartmant a kritikusok elismerően magasztalták, alakítását Oscar-díjra jelölték. 1966-ban ő számított a legfiatalabb jelöltnek az Oscar történetében (22 évesen), és bezsebelt egy Golden Globe-díjat. Rekordját 1975-ben törte meg Isabelle Adjani francia színésznő, akit húszévesen jelöltek a kategóriában. Hartman a film után Mercedes McCambridge mellett lépett fel a színpadra Pittsburghban, megismételve szerepét az Üvegfigurákban. 
Hartman következő filmjében egy feleséget játszott Candice Bergen és Joan Hackett mellett a The Group-ban. Ezt követte a The Fixer Alan Batesszel, majd Francis Ford Coppola filmjében volt látható Geraldine Page és Julie Harris társaságában a Te már nagy kisfiú vagy című produkcióban. Habár a kritika továbbra is méltatta alakítását, karrierje megakadt. 1973-ban a Walking Tall című filmje kasszasiker volt, de már egészségügyi problémákkal küzdött. 
Utolsó filmje 1982-ben volt, ahol A NIMH titka című animációs filmben kölcsönözte a hangját Mrs Brisby-nek, az egérnek. 

### Betegsége és halála
Hartman mentális egészsége a hetvenes évekre megrendült, egyre erősebb depresszióban szenvedett. Eleinte nem találta megfelelőnek a szerepeket, amiket ajánlottak neki, nem akart egy kategóriában bent ragadni. Elutasította a Bob és Carol és Ted és Alice című filmben felkínált szerepet, amit végül Dyan Cannon kapott meg. Később pénzügyi problémák miatt kénytelen volt válogatásra járni, amit nem szeretett. Megviselte, mikor vagy nem talált magának, vagy nem adták neki a szerepeket.
Házassága zátonyra futott, Hartmant férje hazavitte nővéréhez, onnan intézménybe került kezelésre. Paranoiás volt, képtelen volt aludni és beszélni. Férje, Dennis öt év különélés után elvált tőle, Hartman édesanyja, és nővére, Janet gondozásában maradt.
1981-ben ismét a színházban játszhatott, a Morning's at Seven című darabban, de nővére, Janet felügyelete mellett. A show-t nem tudta befejezni, de tovább kereste a lehetőségeket, azonban csalódnia kellett. Utolsó éveiben felhagyott a színészettel, és egy pittsburghi múzeumban dolgozott, mellette kezelésekre járt.
1987-ben egy reggelen Hartman felhívta a pszichiáterét, hogy levertnek érzi magát. Később még aznap öngyilkos lett, kiugrott az ablakából az ötödik emeletről. A barátnőjévé vált színésznő, Geraldine Page, aki továbbra is támogatta és beszélgetett vele, szívrohamot kapott, és három nappal később ő is elhunyt.

## Filmográfia

### Broadway-színdarabok[7]
- 1969: A mi kis városunk

### Filmek
| Év   | Cím                                            | Szerep                          | Magyar hang                         |
| ---- | ---------------------------------------------- | ------------------------------- | ----------------------------------- |
| 1965 | A Patch of Blue                                | Selina D'Arcy                   |                                     |
| 1966 | The Group                                      | Priss                           |                                     |
| 1966 | Te már nagy kisfiú vagy (You're a Big Boy Now) | Barbara Darling                 | n.a                                 |
| 1967 | The Strange Case of Dr. Jekyll and Mr. Hyde    | Emily                           |                                     |
| 1968 | The Fixer                                      | Zinaida                         |                                     |
| 1971 | A tizedes háreme (The Beguiled)                | Edwina                          | Zsigmond Tamara                     |
| 1972 | In Pursuit of Treasure                         | ?                               |                                     |
| 1973 | Walking Tall                                   | Pauline                         |                                     |
| 1973 | Intermission                                   | feleség                         |                                     |
| 1980 | Willow B: Women in Prison                      | Helen                           |                                     |
| 1981 | Telihold gimi (Full Moon High)                 | Miss Montgomery                 | Antal Olga                          |
| 1982 | A NIMH titka (The Secret of N-I-M-H)           | Cini-Cininé hangja (Mrs Brisby) | 1. magyar változat: Földessy Margit |
| 1982 | A NIMH titka (The Secret of N-I-M-H)           | Mrs Brisby hangja               | 2. magyar változat: Major Melinda   |
| 1982 | A NIMH titka (The Secret of N-I-M-H)           | Brisbyné hangja                 | 3. magyar változat: Kovács Nóra     |

### Televíziós sorozatok
| Év   | Cím                       | Szerep (zárójelben az évad (S) és/vagy az epizód (E) száma) |
| ---- | ------------------------- | ----------------------------------------------------------- |
| 1971 | Night Gallery             | Judith Trimm (S2E10)                                        |
| 1973 | The Wide World of Mystery | Camilla (S1E09)                                             |
| 1973 | Love, American Style      | Wilma More (S5E09)                                          |
| 1975 | Doctors' Hospital         | Bobbie Marks (S1E01)                                        |

## Fontosabb díjak és jelölések
| Év   | Cím                     | Díj                                                                      | Eredmény |
| ---- | ----------------------- | ------------------------------------------------------------------------ | -------- |
| 1966 | Fekete-fehér            | Golden Globe-díj a legjobb női főszereplőnek – filmdráma                 | Jelölve  |
| 1966 | Fekete-fehér            | Golden Globe-díj az év színésznő felfedezettjének                        | Elnyerte |
| 1966 | Fekete-fehér            | Oscar-díj a legjobb női főszereplőnek                                    | Jelölve  |
| 1967 | Te már nagy kisfiú vagy | Golden Globe-díj a legjobb női főszereplőnek – filmmusical vagy vígjáték | Jelölve  |